# Suchy Pies
Suchy Pies (niem. Dürrhund) – nieoficjalna kolonia wsi Niedźwiady w Polsce położona w województwie kujawsko-pomorskim, w powiecie nakielskim, w gminie Szubin.
W latach 1975–1998 miejscowość należała administracyjnie do województwa bydgoskiego.
W osadzie dominuje zabudowa z XIX wieku. W pobliżu miejscowości (w lesie niedaleko drogi leśnej z Suchego Psa do Niedźwiadów) zlokalizowany jest nieczynny cmentarz ewangelicki z XIX wieku.